# Международное социалистическое бюро
Междунаро́дное социалисти́ческое бюро́ — постоянный исполнительно-информационный орган Второго Интернационала, созданный в сентябре 1900 по решению Парижского конгресса (сентябрь 1900 г.).
В состав МСБ входило по 2 делегата от каждого национального социалистического движения. В промежутках между заседаниями, созывавшимися несколько раз в год, руководство работой бюро осуществлял Исполком Бельгийской социалистической партии. Председателем Исполкома МСБ являлся Эмиль Вандервельде, секретарём (с 1905) Камиль Гюисманс (лидеры бельгийских социалистов). Представителями русских социал-демократов в МСБ были избраны Г.В. Плеханов и Б.Н. Кричевский. С 1905 в МСБ входил как представитель ЦК РСДРП В. И. Ленин. Позже (с 1913) по предложению В. И. Ленина ЦК РСДРП был представлен в МСБ М. М. Литвиновым. После начала первой мировой войны МСБ фактически прекратило своё существование.

## Члены
- 1900—1904 Енджеёвский Болеслав
- 1907—1914 Раковский Христиан Георгиевич[1]